# 马修·霍尔曼
马修·J·霍尔曼（英語：Matthew J. Holman，1967年—）是一位任職於史密松天体物理台和哈佛大學的美國天文學家。

## 經歷
霍爾曼於1989年在麻省理工學院獲得數學學士學位，1994年獲得行星科學博士學位。

## 研究
霍爾曼的研究團隊發現了木星、土星、天王星與海王星的許多不規則衛星：

### 土星
- 土衛二十六

### 天王星
- 天衛十八
- 天衛十九
- 天衛二十
- 天衛二十一
- 天衛二十二
- 天衛二十三
- 天衛二十四

### 海王星
- 海衛九
- 海衛十一
- 海衛十二
- 海衛十三

## 外部連結
- Matthew J. Holman's Homepage at Harvard-Smithsonian Center for Astrophysics （页面存档备份，存于）